# هانس-پیتر چودی
هانس پیتر چودی (به آلمانی: Hans-Peter Tschudi) (زاده ۲۲ اکتبر ۱۹۱۳ – درگذشته ۳۰ سپتامبر ۲۰۰۲) سیاست‌مدار سوئیسی و از اعضای شورای فدرال (سوئیس) بود.

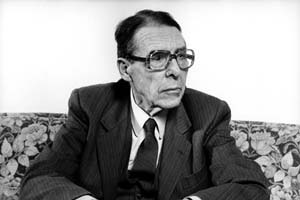
چودی در ۱۹۸۳

چودی دو بار در سال‌های ۱۹۶۵ و ۱۹۷۰ به عنوان رئیس‌جمهور کنفدراسیون سوئیس انتخاب شد.